# Estação Ecológica Rio da Casca
A Estação Ecológica Rio da Casca é uma estação ecológica do estado de Mato Grosso, Brasil. Protege uma área de savana parcialmente desmatada.

## Localização
A Estação Ecológica Rio da Casca (ESEC) está dividida entre os municípios de Chapada dos Guimarães (76,61%), Cuiabá (10,84%) e Campo Verde (12,52%) no estado de Mato Grosso. A ESEC tem duas partes, uma com área de 3 329 hectares e outra com área de 205 hectares. A área total é de 3 534 hectares. Fica a leste da rodovia estadual MT-450 e ao sul da rodovia federal BR-251.

## História
A Estação Ecológica Rio da Casca foi criada pelo decreto do governador do estado 6.437, de 27 de maio de 1994. O conselho consultivo foi criado em 15 de dezembro de 2014.

## Ambiente
A ESEC é pouco mais de 87% de savana, e cerca de 13% de contato entre savana e floresta estacional. Sobrepõe-se cerca de 7% à Área de Proteção Ambiental da Chapada dos Guimarães. A ESEC estava cerca de 65% desmatada no momento da criação e, desde então, perdeu mais 4% de cobertura florestal. O rio Casca, afluente do rio Roncador, atravessa a ESEC de sul a norte.